# Alexandra Kremer
Alexandra Kremer es una deportista alemana que compitió para la RFA en triatlón. Ganó una medalla de oro en el Campeonato Europeo de Triatlón de 1985.

## Palmarés internacional
| Campeonato Europeo | Campeonato Europeo | Campeonato Europeo | Campeonato Europeo |
| Año                | Lugar              | Medalla            | Prueba             |
| ------------------ | ------------------ | ------------------ | ------------------ |
| 1985               | Immenstadt (RFA)   | Medalla de oro     | Individual         |